# Андрейково (Бурашевское сельское поселение, Калининский район)
Андре́йково — деревня в Калининском районе Тверской области. Относится к Бурашевскому сельскому поселению. До 2006 года была центром Андрейковского сельского округа.
Расположена в 7 км к югу от Твери сразу за Тверской объездной дорогой (автодорогой «Москва — Санкт-Петербург» М10 (E 105), 162 км от Москвы).
Население по переписи 2002 — 389 человек, 185 мужчин, 204 женщины.
Территориально к Андрейково примыкают деревни Володино, Митяево, Колесниково, Вишенки, образуя по существу единый населённый пункт с населением около 700 человек.
В деревне Андрейково находится медпункт, почта, библиотека.

## История
В Списке населенных мест 1859 года значится владельческая деревня Андрейково, 4 двора, 31 житель. Во второй половине XIX — начале XX века деревня относилась к Неготинскому приходу Никулинской волости Тверского уезда. В 1886 году — 7 дворов, 52 жителя, овчинодубильное заведение, круподерня; жители занимались плетением неводов, сетей, саков на продажу. В 1920-23 годах Андрейково — центр одноимённого сельсовета Никулинской волости Тверского уезда.
В 1930-40-х годах относилась к Неготинскому сельсовету в составе Калининского района Калининской области. В 1960-80-х годах центр Андрейковского сельсовета.
В 1997 году — 111 хозяйств, 380 жителей. В Андрейково — администрация сельского округа, центральная усадьба АО «Андрейково», неполная средняя школа, ДК, отделение связи, магазин.